# Hans Egarter

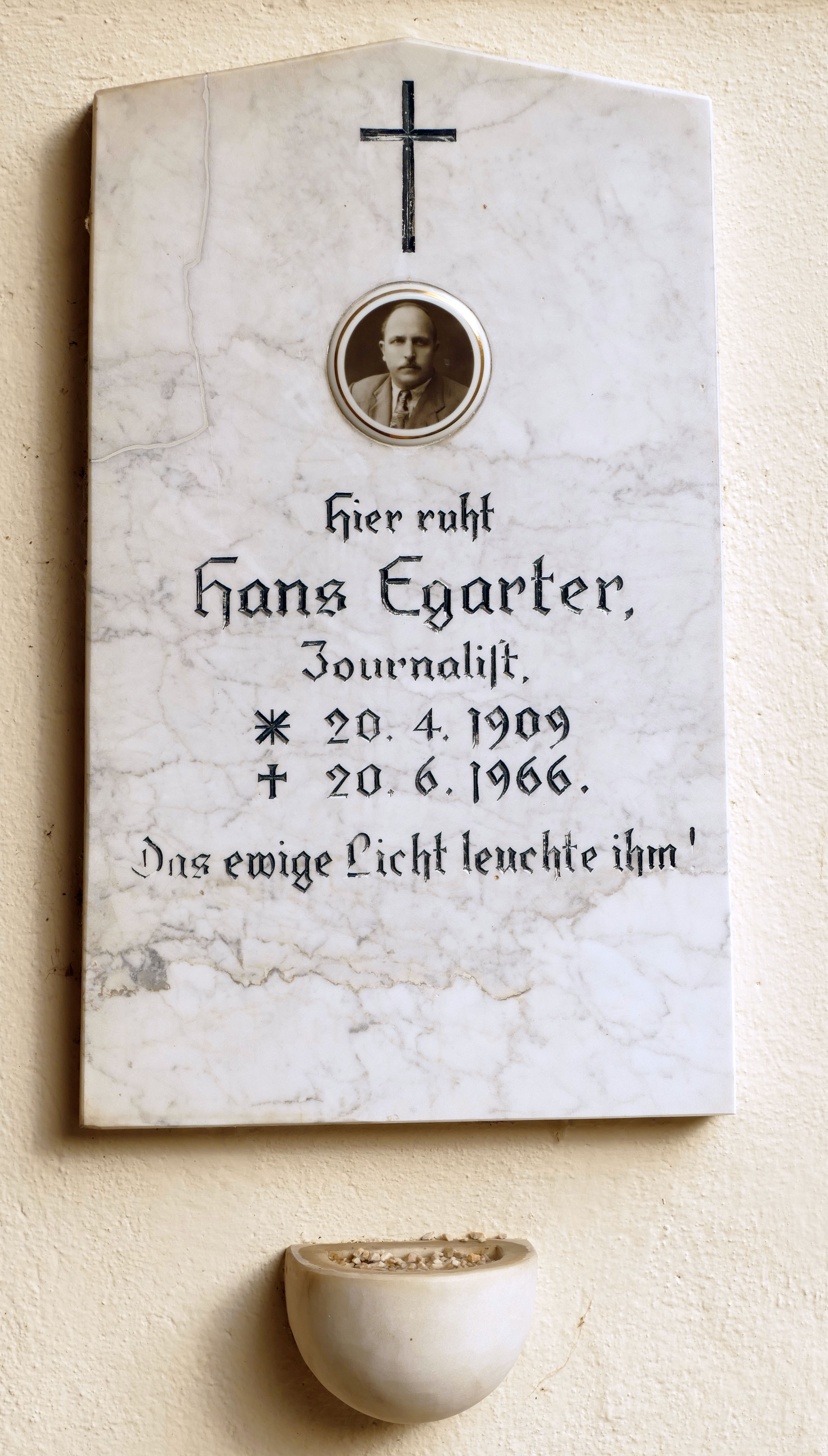
Grab von Hans Egarter

Hans Egarter (* 20. April 1909 in Olang; † 20. Juni 1966 in Brixen) war ab 1943 Leiter des Andreas-Hofer-Bundes, einer antifaschistischen Widerstandsbewegung gegen die Umsiedlung der Südtiroler ins Deutsche Reich, die sich nach der Option im November 1939 aus „Dableibern“ formiert hatte.

## Lebenslauf
Egarter wurde am 20. April 1909 in Olang geboren und wuchs am Stundlhof in Niederdorf auf. Wie für viele Intellektuelle bäuerlicher Abstammung, verlief auch sein Zugang zu höherer Bildung über kirchliche Bildungseinrichtungen. Er studierte am Vinzentinum in Brixen, brach die Ausbildung aber nach zwei Jahren ab. Er wurde nicht Priester (sein eigentliches Ziel), sondern arbeitete zunächst einige Jahre als Mesner und dann beim katholischen Athesia-Verlag als Journalist.

## Tätigkeit im Widerstand während des Zweiten Weltkrieges

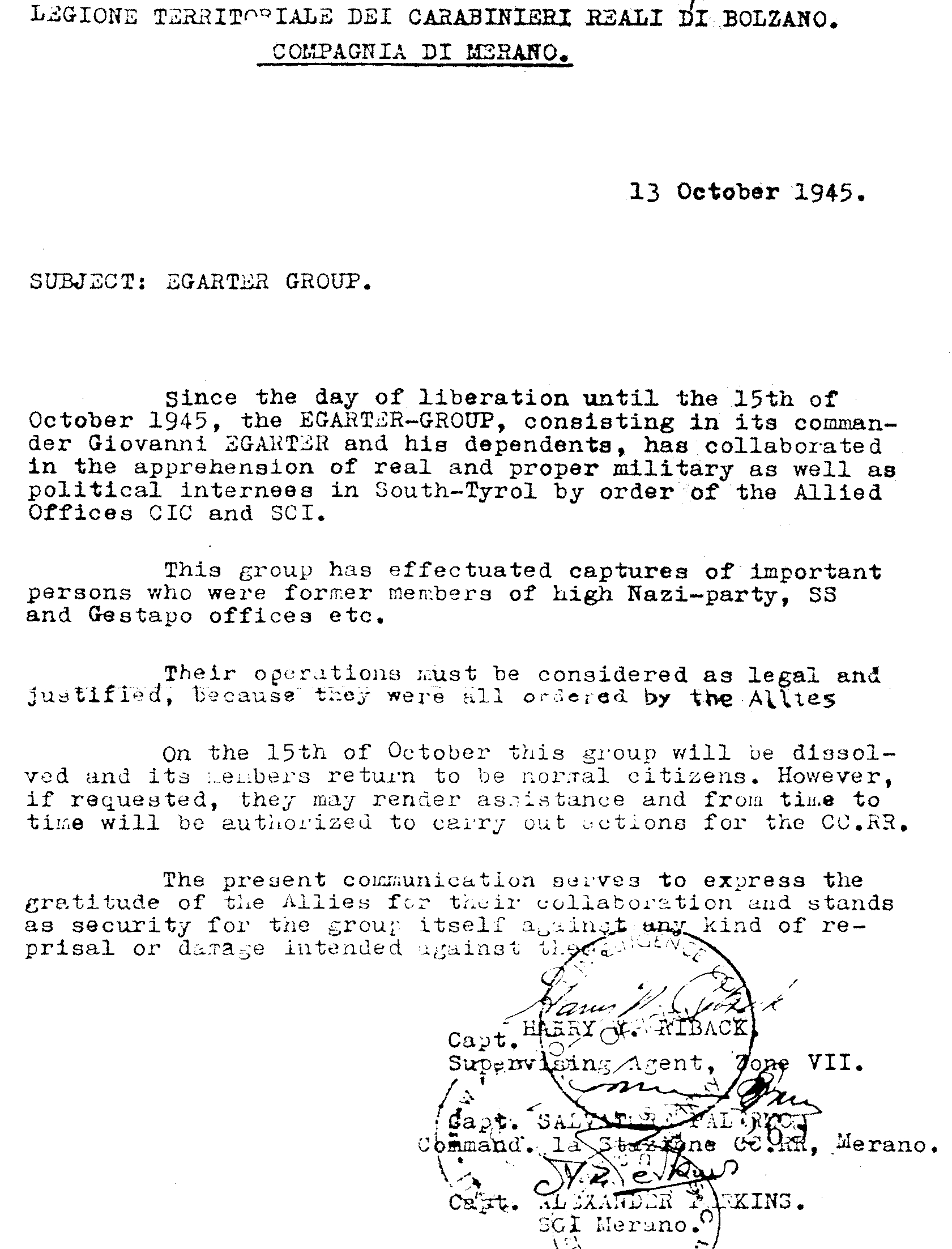
Bestätigung über die Zusammenarbeit des AHB mit den Diensten CIC und SCI, 1945

Der Südtiroler Andreas-Hofer-Bund wurde 1939 gegründet, um sich gegen die Umsiedlung der Südtiroler im Rahmen der „Option“ zu wehren. Der Bund wurde von Friedl Volgger und Hans Egarter geleitet, auch Josef Mayr-Nusser und Erich Amonn gehörten ihm an. Nach dem Einmarsch der deutschen Wehrmacht in Südtirol 1943 wurden dessen Mitglieder verfolgt und drakonisch bestraft. Im Herbst 1943 bestand der aktive Kern des AHB nur mehr aus etwa 30 Personen. Zu diesem Zeitpunkt übernahm Hans Egarter die Leitung dieser bis zu diesem Zeitpunkt rein politisch-propagandistisch agierenden Organisation.
Egarter kam im Laufe der Zeit zu der festen Überzeugung, dass eine Befreiung Südtirols von NS-Unterdrückung und der italienischen Herrschaft nicht mit Hitler, sondern nur im Widerstand gegen das Hitler-Regime erreichbar wäre. So schrieb er 1945:

„Die Aufgabe des Andreas-Hofer-Bundes war es, gegen den Faschismus und den Nazismus zu arbeiten und zu deren Zerstörung beizutragen. Die Mitglieder der Gruppe wollten der Welt zeigen, dass es in Südtirol Männer gibt, die nichts mit den Nazi-Verbrechern gemeinsam haben und die durch ihre Arbeit gegen Nazismus und Faschismus zeigten, dass sie ihren Worten auch Taten folgen ließen und dass sie bereit waren, die schwersten Opfer zu bringen, um ihr Ziel zu erreichen.“

Mit dieser Haltung stand er im offenen Gegensatz zu vielen seiner Landsleute. Ein Tagebucheintrag eines Südtirolers aus dem Jahre 1944 fasst die Stimmung der Südtiroler Mehrheit zusammen:

„Wir haben voll auf die deutsche Karte gesetzt und müssen jetzt mit ihr siegen oder untergehen.“

Die Gruppe um Egarter war proösterreichisch und katholisch eingestellt und strebte nach einer Angliederung Südtirols an ein unabhängiges Nachkriegsösterreich. Für die Umsetzung dieses Zieles hatte die Gruppe um Egarter ab 1944 Kontakte zum französischen und britischen Militärgeheimdienst in die Schweiz.

## Nach dem Zweiten Weltkrieg
Nach dem Krieg wurde Egarter, einer der Gründer der Südtiroler Volkspartei, bald als „Drückeberger“ und „Verräter“ an den gesellschaftlichen Rand gedrückt, ja sogar tätlich angegriffen. Egarters „Unverfrorenheit“, einige Südtiroler Nationalsozialisten anzuzeigen, stempelte ihn endgültig zur „Persona non grata“. So wurde er schon bald als unangenehmer Dissident in den Reihen der Südtiroler empfunden und in die Lokalredaktion der Tageszeitung Dolomiten in Brixen abgeschoben. Die ehemaligen Nationalsozialisten in Brixen streuten das Gerücht seiner angeblichen Homosexualität, um ihn mundtot zu machen. In der erzkonservativen Bischofsstadt kam dies damals fast einem Aussätzigenstatus gleich. So waren Egarters letzte Lebensjahre von Verbitterung, Einsamkeit und Krankheiten geprägt. 1966 starb er in Brixen. Auf dem schlichten Grabstein am neuen Brixner Friedhof steht: „Hans Egarter, Journalist, 20.4.1909–20.6.1966, Das ewige Licht leuchte ihm“. Noch die konservative Geschichtsschreibung der 1980er-Jahre versuchte Egarters Haltung zu diskreditieren, indem sie seiner „Widerstandstätigkeit“ einen „Beigeschmack“ attestierte.